# Wolodymyr Sirenko

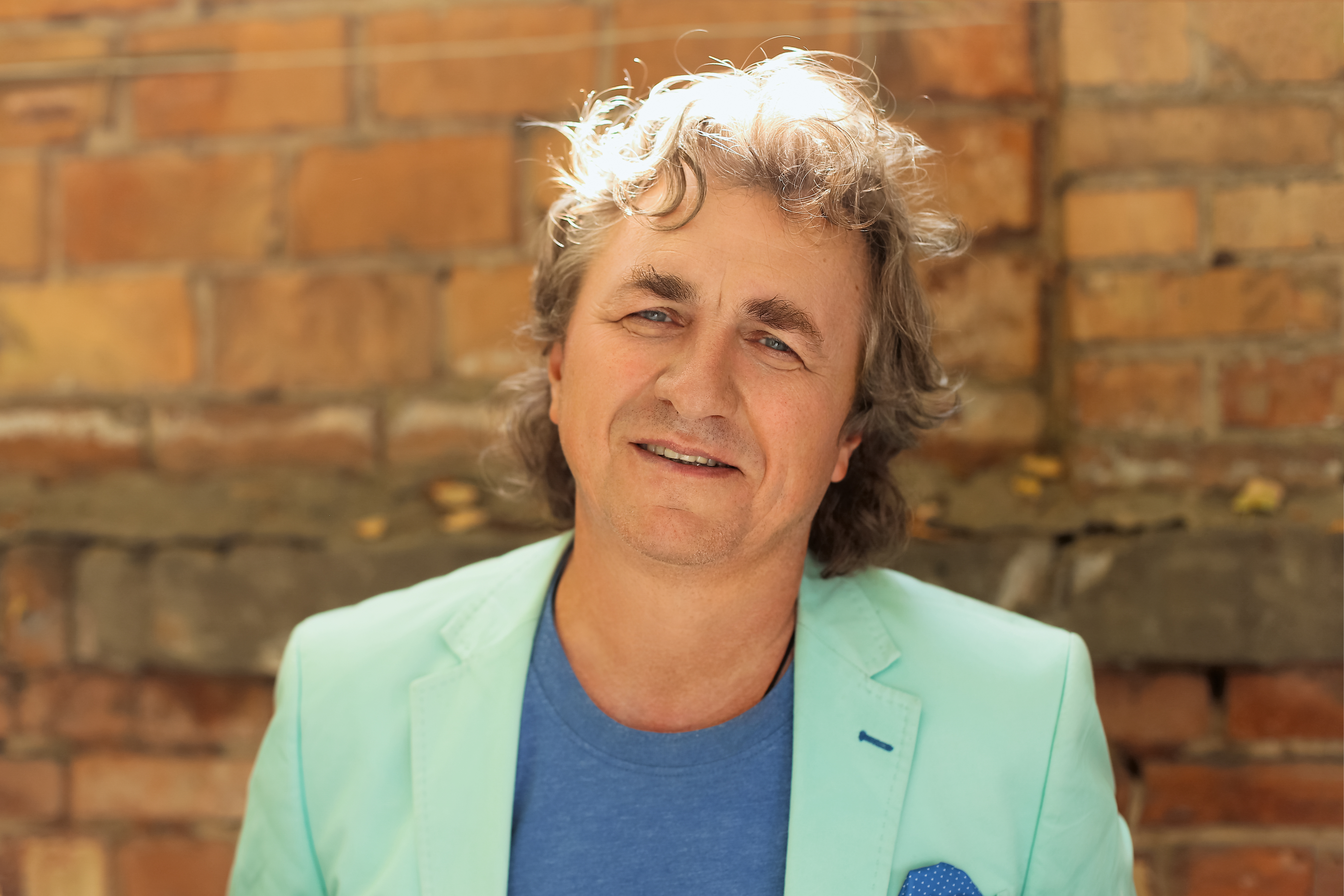
Wolodymyr Sirenko, 2018

Wolodymyr Fedorowytsch Sirenko (ukrainisch Володимир Федорович Сіренко; * 1. November 1960 in Pokrowska Bahatschka, Oblast Poltawa, Ukrainische SSR) ist ein bekannter ukrainischer Dirigent, künstlerischer Leiter und Chefdirigent des Nationalen Sinfonieorchesters der Ukraine.

## Leben und Wirken
Sirenko studierte an der Nationalen Musikakademie der Ukraine Peter Tschaikowski. Von 1991 bis 1999 war er Chefdirigent des Rundfunk-Sinfonieorchesters der Ukraine. Seit 1999 ist er künstlerischer Leiter und Chefdirigent des Nationalen Sinfonieorchesters der Ukraine. Wolodymyr Sirenko konzertierte im In- und Ausland, so in USA, Deutschland, Südkorea, Frankreich, Italien, Spanien, Niederländer, Belgien, Poland, Russland, Slowakei, Bulgarien, England. Er dirigierte weltweit mehr als 50 Orchester, darunter das London Symphony Orchestra, das Royal Philharmonic Orchestra, die Sankt Petersburger Philharmoniker, das Jerusalem Symphony Orchestra und die Nationalphilharmonie Warschau. 2001 wurde ihm der Taras-Schewtschenko-Preis verliehen.

## Unterricht
Als Professor für Dirigieren unterrichtet er an der Nationalen Musikakademie der Ukraine Peter Tschaikowski. Sirenko arbeitet mit den Sängern in der „Jungen Oper“ in Kiew.